# Й

Й, й(러시아어: и краткое이끄랏뜨꼬예)는 러시아어나 불가리아어, 벨라루스어, 우크라이나어 등에서 사용되는 문자이며 반모음(/j/)을 발음할 때 쓰인다. 키릴 문자인 И 위에 브레브 기호  ̆를 올린 글자이다. 로마자로 옮길 때는 각 언어와 그 로마자 표기법에 따라 다르지만 'y'로 옮기는 것이 일반적이며, 'j', 'i', 'ĭ'로 옮기는 경우도 있다.
Й를 실질적으로 사용하기 시작한 것은 15 ~ 16세기 경이다. 17세기 중반에 이르러 러시아에서는 러시아어는 물론이고 교회 슬라브어로도 문자 'И'와 'Й'를 확실히 구분해두는 것이 의례였다. 러시아 제국의 표트르 1세 황제가 문자 체계를 정립한 이후에 발음 구별 기호를 올리는 것을 폐지함에 따라 사라질 위기에 처했으나, 표트르 1세가 죽은 지 얼마 되지 않은 1735년부터 'И'와 'Й'를 다시 쓰기로 결정하면서 부활하였다. 하지만 Й는 1930년대까지도 별개의 글자로 취급되지는 못했다.

## 쓰임새
각 언어에서의 알파벳 순서와 그 이름은 다음과 같다.
| 언어         | 알파벳순 | 이름                                           |
| ------------ | -------- | ---------------------------------------------- |
| 벨라루스어   | 11번째   | 이 네스클라도바예 (і нескладовае →음절 없는 i) |
| 불가리아어   | 10번째   | 이 크라트코 (И кратко →짧은 i)                 |
| 러시아어     | 11번째   | 이 크라트코예 (И краткое →짧은 i)              |
| 우크라이나어 | 14번째   | 요트 (йот), 이 (й)                             |

러시아어에서는 다른 모음과 이중모음을 이룬 형태일 때가 많다.
- /ij/ - 예: 'широкий' (시로키 →넓은)
- /aj/ - 예: 'край' (크라이 →끝)
- /ej/ - 예: 'долей' (돌레이 →부분)
- /oj/ - 예: 'горой' (고로이 →산)
- /uj/ - 예: 'буйство' (부이스트보 →격노)

이런 경우가 아니라면 외래어에 들어가는 경우가 대부분이다. 예를 들어 '뉴욕 시'는 'Нью-Йорк'라 표기한다. 슬라브어 외래어인 경우에도 쓰는데 '요보비치' (Йовович)가 대표적이다.
세르보크로아티아어와 마케도니아어에서는 같은 소리를 키릴 문자의 'Ј'로 표기한다. 그리고 같은 슬라브어 계통이면서 로마자를 채택한 언어, 예컨대 폴란드어와 체코어, 그리고 세르보크로아티아어의 로마자 표기법 등에서는 로마자의 J를 쓴다. 보스니아 헤르체고비나의 수도 사라예보의 로마자 표기가 'Sarajevo'인 것도 이 때문이다.

## 컴퓨팅 코드
| 미리 보기       | Й                               | Й                               | й                             | й                             |
| --------------- | ------------------------------- | ------------------------------- | ----------------------------- | ----------------------------- |
| 유니코드 이름   | CYRILLIC CAPITAL LETTER SHORT I | CYRILLIC CAPITAL LETTER SHORT I | CYRILLIC SMALL LETTER SHORT I | CYRILLIC SMALL LETTER SHORT I |
| 인코딩          | 10진                            | 16진                            | 10진                          | 16진                          |
| 유니코드        | 1049                            | U+0419                          | 1081                          | U+0439                        |
| UTF-8           | 208 153                         | D0 99                           | 208 185                       | D0 B9                         |
| 수치 문자 참조  | &#1049;                         | &#x419;                         | &#1081;                       | &#x439;                       |
| KOI8-R, KOI8-U  | 234                             | EA                              | 202                           | CA                            |
| 코드 페이지 855 | 190                             | BE                              | 189                           | BD                            |
| 코드 페이지 866 | 137                             | 89                              | 169                           | A9                            |
| 윈도우 1251     | 201                             | C9                              | 233                           | E9                            |
| ISO-8859-5      | 185                             | B9                              | 217                           | D9                            |
| 매킨토시 키릴   | 137                             | 89                              | 233                           | E9                            |

## 같이 보기
- I i - 로마자
- J j - 로마자
- Y y - 로마자